# موش کیسه‌دار ناراستین نینگ‌بینگ
موش کیسه‌دار ناراستین نینگ‌بینگ (نام علمی: Pseudantechinus ningbing) نام یک گونه از سرده موش کیسه‌دار ناراستین است.